# Томба, Альберто
Альбе́рто То́мба (итал. Alberto Tomba; род. 19 декабря 1966, Сан-Ладзаро-ди-Савена, Эмилия-Романья) — итальянский горнолыжник, трёхкратный олимпийский чемпион, двукратный чемпион мира, обладатель Кубка мира. Специализировался в слаломе и гигантском слаломе.
Спортивное прозвище — «Томба ла Бомба» (итал. Tomba la Bomba).

## Спортивная карьера
4 февраля 1987 года в возрасте 20 лет завоевал бронзу в гигантском слаломе на чемпионате мира в Кран-Монтане, уступив только лидерам мирового горнолыжного спорта 1980-х годов Пирмину Цурбриггену и Марку Жирарделли. 27 ноября 1987 года выиграл первый в карьере этап Кубка мира, победив в слаломе в Сестриере, через два дня там же выиграл и гигантский слалом, опередив прославленного Ингемара Стенмарка.
В начале карьеры Томба достаточно успешно выступал в супергиганте, он занял шестое место в этой дисциплине на чемпионате мира 1989 года, а в Кубке мира 10 раз попадал в 10-ку лучших на этапах. Однако после 1989 года лишь один раз стартовал в супергиганте на этапах Кубка мира.
- Олимпийский чемпион 1988 года в слаломе и гигантском слаломе (Калгари, Канада).
- В 1992 году в Альбервиле (Франция) выиграл «золото» в гигантском слаломе и «серебро» в слаломе. Там же в Альбервиле Томба был удостоен чести нести флаг Италии на церемонии открытия Олимпиады.
- Ещё одно «серебро» Томба выиграл на слаломных трассах Лиллехаммера (Норвегия) в 1994 году.
- Остался без наград на Белой Олимпиаде-98 в Нагано (Япония).

Обладатель Кубка мира в общем зачёте в сезоне 1994/95.
В 1998 году ушёл из большого спорта, одержав в общей сложности 50 побед в Кубке мира (35 — слалом, 15 — гигантский слалом). На тот момент занимал второе место по количеству побед на этапах Кубка мира после Ингемара Стенмарка (86). Позднее Томбу также обошли Марсель Хиршер (67) и Херман Майер (54). Томба остаётся последним итальянцем, выигравшим общий зачёт Кубка мира.
В марте 2000 года награждён Олимпийским орденом «в знак признания его выдающейся спортивной карьеры и его большого вклада в дело развития спорта».

## Результаты на крупнейших соревнованиях

### Зимние Олимпийские игры
Томба выигрывал медаль на Олимпийских играх все 5 раз, когда добирался до финиша
| Олимпийские игры | Скоростной спуск | Супергигант | Гигантский слалом | Слалом | Комбинация |
| ---------------- | ---------------- | ----------- | ----------------- | ------ | ---------- |
| 1988 Калгари     | —                | DNF         | 1                 | 1      | —          |
| 1992 Альбервиль  | —                | —           | 1                 | 2      | —          |
| 1994 Лиллехаммер | —                | —           | DSQ               | 2      | —          |
| 1998 Нагано      | —                | —           | DNF               | DNF    | —          |

### Чемпионаты мира
| Чемпионат мира     | Скоростной спуск | Супергигант | Гигантский слалом | Слалом | Комбинация |
| ------------------ | ---------------- | ----------- | ----------------- | ------ | ---------- |
| 1987 Кран-Монтана  | —                | 14          | 3                 | DNF    | —          |
| 1989 Вейл          | —                | 6           | 7                 | DNF    | —          |
| 1991 Зальбах       | —                | —           | DNF               | 4      | —          |
| 1993 Мориока       | —                | н/д         | DNS               | DNF    | —          |
| 1996 Сьерра Невада | —                | —           | 1                 | 1      | —          |
| 1997 Сестриере     | —                | —           | DNF1              | 3      | —          |